# Henry Wittenberg
Henry Wittenberg (ur. 18 września 1918 w Jersey City, zm. 9 marca 2010 w Somers) – amerykański zapaśnik i dwukrotny medalista olimpijski.
Walczył w stylu wolnym, w kategorii półciężkiej (do 87 kilogramów). Brał udział w dwóch igrzyskach (IO 48, IO 52), na obu zdobywał medale. Triumfował w 1948, cztery lata później był drugi – przegrał ze Szwedem Vikingiem Palmem.
Triumfator olimpiady machabejskiej w 1950 i 1953 roku. Trener olimpijskiej reprezentacji zapaśniczej USA, w stylu klasycznym na igrzyskach w Meksyku 1968.
Zawodnik futbolu w William L. Dickinson High School w Jersey City, gdzie nie było sekcji zapaśniczej, a potem City College, CCNY. W czasie II wojny pracował w policji w Nowym Jorku. Dwa razy All-American w NCAA Division I (1938–1939). Drugi w 1939 i trzeci w 1938 roku.

## Letnie Igrzyska Olimpijskie 1948
| Konkurencja      | Rundy eliminacyjne     | Rundy eliminacyjne      | Rundy eliminacyjne     | Rundy eliminacyjne | Rundy eliminacyjne      | Rundy eliminacyjne      | Rundy eliminacyjne | Rundy eliminacyjne    | Klas. końcowa |
| Konkurencja      | Przeciwnik I           | Przeciwnik II           | Przeciwnik III         | Przeciwnik IV      | Przeciwnik V            | Przeciwnik VI           | Przeciwnik VII     | Przeciwnik VIII       | Miejsce       |
| ---------------- | ---------------------- | ----------------------- | ---------------------- | ------------------ | ----------------------- | ----------------------- | ------------------ | --------------------- | ------------- |
| 87 kg styl wolny | Pekka Mellavuo (FIN) Z | Johnny Sullivan (GBR) Z | József Tarányi (HUN) Z | wolny los Z        | Muharrem Candaş (TUR) Z | Bengt Fahlkvist (SWE) Z | wolny los Z        | Fritz Stöckli (SUI) Z | 1.            |

## Letnie Igrzyska Olimpijskie 1952
| Konkurencja      | Rundy eliminacyjne     | Rundy eliminacyjne   | Rundy eliminacyjne  | Rundy eliminacyjne    | Rundy eliminacyjne | Klas. końcowa |
| Konkurencja      | Przeciwnik I           | Przeciwnik II        | Przeciwnik III      | Przeciwnik IV         | Przeciwnik V       | Miejsce       |
| ---------------- | ---------------------- | -------------------- | ------------------- | --------------------- | ------------------ | ------------- |
| 87 kg styl wolny | Rodolfo Padrón (VEN) Z | Willy Lardon (SUI) Z | Viking Palm (SWE) P | August Englas (URS) Z | Adil Atan (TUR) Z  | 2.            |